# 野々市駅 (北陸鉄道)
野々市駅（ののいちえき）は、石川県野々市市本町1丁目にある、北陸鉄道石川線の駅である。駅番号はI05。かつては松金線が接続していた。

## 歴史
- 1916年（大正5年）12月1日：石川鉄道・松金電車鉄道の野々市連絡駅として開業[1][2]。
- 1920年（大正9年）
  - 3月15日：石川鉄道が野々市連絡駅を上野々市駅（2代）に改称[注釈 1][3]。
  - 3月25日：金沢電気軌道が松金電車鉄道を買収し、松金線とする。
- 1923年（大正12年）5月1日：金沢電気軌道が石川鉄道を買収し、石川線とする。
- 1926年（大正15年）2月10日[4]：野々市駅に改称。
- 1941年（昭和16年）8月1日：北陸合同電気（現在の北陸電力）が金沢電気軌道を合併。
- 1942年（昭和17年）3月26日：北陸合同電気が保有路線を北陸鉄道（旧）に譲渡。
- 1943年（昭和18年）10月13日：会社合併により北陸鉄道（新）発足。
- 1944年（昭和19年）
  - 松金線の野々市連絡駅も野々市駅に改称[2]。
  - 4月18日：松金線当駅 - 野町間廃止。
  - 10月23日：松金線が当駅から石川線との直通運転を開始。
- 1955年（昭和30年）11月14日：松金線松任 - 当駅間廃止。
- 1967年（昭和42年）10月1日：交換設備が廃止。

## 駅構造

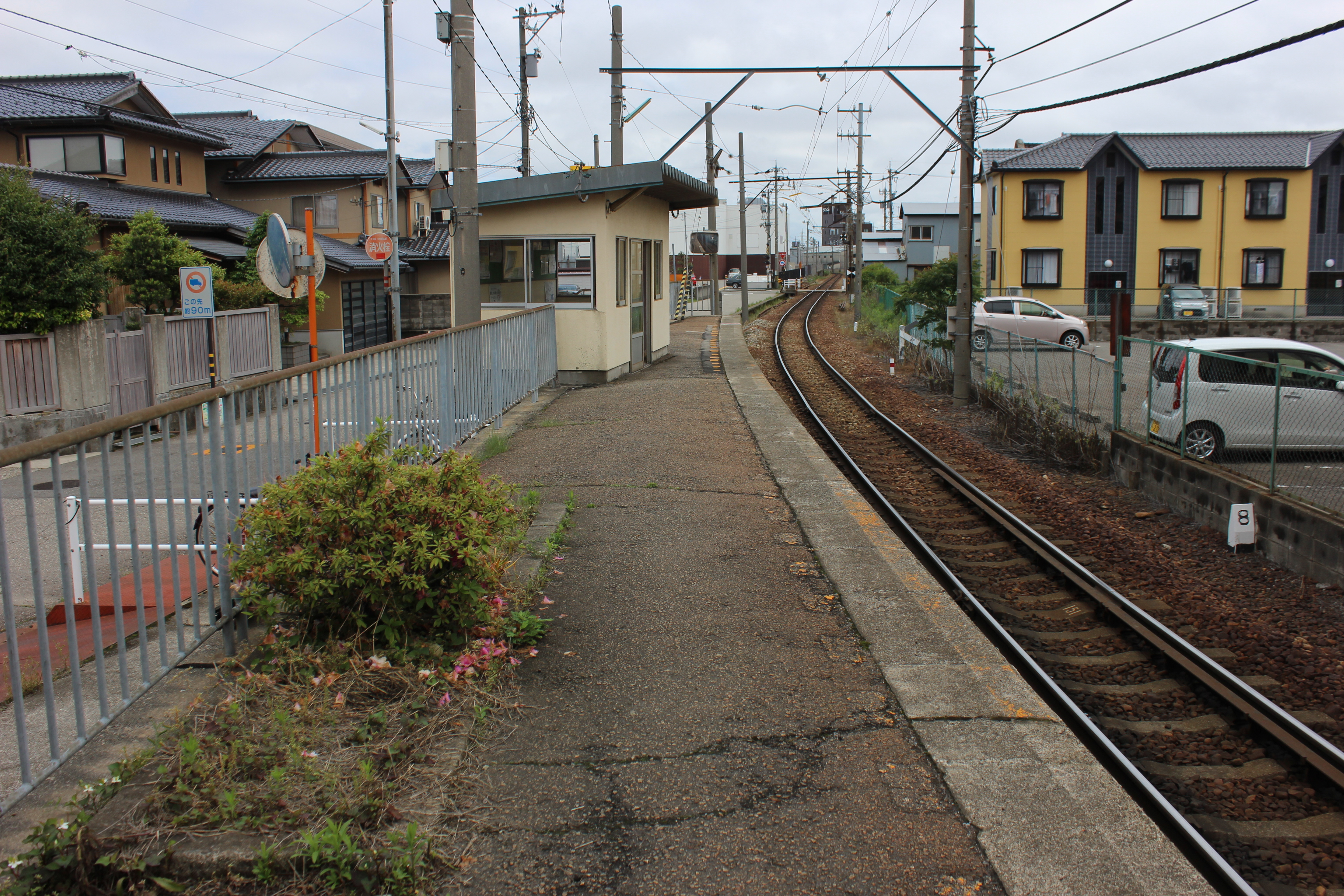
ホーム（2021年5月）

単式ホーム1面1線を有する地上駅。無人駅となっている。

## 利用状況
「野々市市統計書」によると、近年の1日平均乗降人員は以下の通りである。
| 年度   | 1日平均 乗降人員 |
| ------ | ---------------- |
| 2005年 | 55               |
| 2006年 | 57               |
| 2007年 | 58               |
| 2008年 | 76               |
| 2009年 | 78               |
| 2010年 | 100              |
| 2011年 | 102              |
| 2012年 | 94               |
| 2013年 | 89               |
| 2014年 | 76               |
| 2015年 | 69               |
| 2016年 | 77               |
| 2017年 | 112              |
| 2018年 | 108              |
| 2019年 | 104              |

## 駅周辺
- 福井銀行野々市支店
- 野々市市立中央保育所
- 国道157号

IRいしかわ鉄道線に位置する同名の野々市駅は、2kmほど離れている。

## 隣の駅
北陸鉄道
■石川線
押野駅 (I04) - 野々市駅 (I05) - 野々市工大前駅 (I06)